# 蓬毛兔袋鼠
蓬毛兔袋鼠（Lagorchestes hirsutus），又名西部兔袋鼠，是澳洲一種細小的有袋類。牠們以往廣泛分佈在澳洲西部，但現只限於西澳州的伯尼爾島及Dorre島上。牠們因環境問題而被列入到易危的狀況。於1994年估計其數量有4300-6700隻。

## 特徵
蓬毛兔袋鼠的毛皮呈赤灰色，是最細小的兔袋鼠。牠們獨居、夜間活動及草食性的。牠們現正重新引入到澳洲大陸，尤其是北領地的塔納米沙漠。
蓬毛兔袋鼠最初是由約翰·古爾德（John Gould）所描述的。

## 亞種
蓬毛兔袋鼠有四個亞種：
- L. h. hirsutus：已滅絕，以往分佈在澳洲西南部。牠們是約翰·古爾德描述時的模式亞種，其標本現正存放在 約克。[2]
- L. h. bernieri：只分佈在伯尼爾島。
- L. h. dorreae：只分佈在Dorre島上。
- L. h. ssp.：未命名亞種，最初於塔納米沙漠發現，相信曾廣泛分佈在乾旱的澳洲中部。唯一生存的已送往西澳州多個地方飼養。估計其數量有超過100隻。[2]

## 外部連結
- Animal Info （页面存档备份，存于）
- Australian Fauna